# Colocleora
Colocleora là một chi bướm đêm thuộc họ Geometridae.

## Các loài
- Colocleora ansorgei (Warren, 1901)
- Colocleora potaenia (Prout, 1915)
- Colocleora proximaria (Walker, 1860)
- Colocleora spuria (Prout, 1915)